# 1200년

## 연호
- 남송(南宋) 경원(慶元) 6년
- 금(金) 승안(承安) 5년
- 일본(日本) 쇼지(正治) 2년
- 서하(西夏) 천경(天慶) 7년
- 리 왕조(李朝) 티엔뜨자투이(天資嘉瑞) 15년

## 기년
- 남송(南宋) 영종(寧宗) 6년
- 금(金) 장종(章宗) 11년
- 고려(高麗) 신종(神宗) 3년
- 서하(西夏) 환종(桓宗) 7년
- 리 왕조(李朝) 고종(高宗) 25년